# Serafín Fanjul García
Serafín Fanjul García (Madrid, 4 de setembre de 1945) és un arabista espanyol, membre de la Reial Acadèmia de la Història.

## Biografia
Nascut a Madrid el 4 de setembre de 1945, es va doctorar en Filosofia i Lletres, especialitat en Filologia Semítica, per la Universitat Complutense de Madrid; es considera deixeble d'Emilio García Gómez. La seva memòria de llicenciatura la va dedicar a Ahmad Rami, poeta popular i la seva tesi va ser sobre El mawwal egipcio, expresión literaria popular (1973). Es va llicenciar també en Història d'Amèrica i en 2011 va ser elegit membre de la Reial Acadèmia de la Història.
Va ser director del Centre Cultural Hispànic del Caire i és actualment catedràtic de Literatura Àrab en la Universitat Autònoma de Madrid. Col·labora com a columnista al diari ABC i va col·laborar igualment a El Independiente, La Gaceta i en el diari electrònic Libertad Digital.
En els seus articles tendeix a criticar la postura de certs acadèmics i polítics espanyols massa complaents cap a l'islam i els anomenats nacionalismes perifèrics (basc, català, gallec, andalús, canari, etc).
Advoca, a més, per l'extensió de la llibertat i dels drets humans als països islàmics i adverteix del ressorgiment d'una nova dhimmitud (acceptar un paper subordinat dels no musulmans) que en la seva opinió adopten alguns intel·lectuals europeus.
Aquestes idees han estat punt de controvèrsia en el fins llavors tranquil món de l'arabisme espanyol, del que el mateix Serafín ha assegurat no voler ser revulsiu sinó presentador de dades reals i coherents. En el seu àmbit d'especialització, critica el que considera doble rasadora d'alguns arabistes, als quals acusa de defensar societats en les quals no estarien disposats a viure, i qüestiona la idealització del passat islàmic, particularment de l'Àndalus, i el discurs multiculturalista, que considera històricament fals i políticament contraproduent.

## Obres acadèmiques
- Las canciones populares árabes (Madrid: Pub. Rev. Almenara, 1976)
- Literatura popular árabe (Madrid: Editora Nacional, 1977)
- El Mawwal egipcio: Expresión literaria popular (Madrid: Instituto Hispano-Árabe de Cultura, 1976)
- Al-Ándalus contra España. La forja del mito (Tres Cantos: Siglo XXI, 2000, 2002)
- La quimera de Al-Andalus (Tres Cantos: Siglo XXI, 2004, 2005)
- Crónica mozárabe de 754 (València: Institució Alfons el Magnànim, 2011)
- Buscando a Carmen (Tres Cantos: Siglo XXI, 2012)
- Al-Andalus, una imagen en la historia (Madrid: RAH, 2012)

## Traduccions de l'àrab
- Cenizas de Zakariyya Tamer. Madrid: Casa Hispano-Árabe de Cultura, 1969
- Abd al-Basit al-Sufi: La ciudad del garab. Madrid: Casa Hispano-Árabe de Cultura, 1969
- Libro de los avaros d'Al-Yahiz. Madrid: Editora Nacional, 1974
- Ibn Battuta: A través del Islam. En colaboración con Federico Arbó. Madrid: Editora Nacional, 1981. Madrid: Alianza, 2005
- Al-Hamadani: Venturas y desventuras del pícaro Abu l-Fath de Alejandría o Maqamas. Madrid: Alianza, 1988
- Juan León Africano: Descripción general de África. Barcelona: Lunwerg, 1995. Granada: Fundación El Legado Andalusí, 2004

## Ficció
- El retorno de Xan Furabolos. Madrid. Molinos de Agua, 1983 (relatos)
- Los de Chile. Madrid: Libertarias/Prodhufi, 1994 (novela)
- Habanera de Alberto García.[Enllaç no actiu] La Habana: Academia, 1996. Madrid. Escolar y Mayo, 2010